# Ion Horațiu Crișan
Ion Horațiu Crișan, mit vollständigem Namen Ioan Horațiu Carol Crișan, (* 7. Juli 1928 in Buzoești, Kreis Argeș; † 1. Januar 1994 in Craiova) war ein rumänischer Prähistoriker. Er führte archäologische Forschungen in Südosteuropa durch und spezialisierte sich auf die Archäologie und Geschichte der Daker und der Kelten.

## Leben
Crișan besuchte die Grundschule in Ciumăfaia (Kreis Cluj) und das Gymnasium in Alba Iulia, Cernăuți und Aiud. Von 1947 bis 1951 studierte er an der Babeș-Bolyai-Universität Cluj, die er mit dem Lizenziat abschloss. Dort wurde er auch 1965 unter Constantin Daicoviciu promoviert.
Er leitete Ausgrabungen und forschte in den dakischen Festungen in den Munții Orăștiei (Orăștiei-Gebirge), in Pecica, im Pădurea Ceala (Ceala-Forst), in Ciumești, Cicir, Mediaș, Turda, Bistrița (römische Kastelle Livezile und Bistriței), Fântânele und Cugir. Maßgeblich war er an der Erforschung der archäologischen Stätte von Șanțul Mare beteiligt, die bei Pecica im Kreis Arad liegt. Er lokalisierte dort mit einiger Sicherheit die dakische Siedlung Ziridava, die von Claudius Ptolemäus in seiner Geographike Hyphegesis (Γεωγραφικὴ Ὑφήγησις) erwähnt worden war.

Crișans Hypothesen bezüglich der Lokalisierung von Ziridava wurden später, lange nach seinem Tode, von Sorin Forțiu im Jahr 2012 zurückgewiesen.

## Schriften (Auswahl)
Monographien
- Ceramica daco-getică. Bucureşti 1968.
- Burebista and his time. Academiei Republicii Socialiste România, Bucureşti 1978.
- Ziridava – Săpăturile de la „Șanțul Mare“ din anii 1960, 1961, 1962, 1964. Comitetul de Cultură și Educație Socialistă al Județului Arad, Arad 1978.
- Itinerare arheologice Transilvănene. Bucureşti 1982.
- Spiritualitatea geto-dacilor. Repere istorice. Bucureşti 1986.
- mit Mihai Bărbulescu und Eugen Chirilă: Repertoriul arheologic al judeţului Cluj (= Bibliotheca Musei Napocensis 5). Cluj-Napoca 1992.
- Civilizaţia geto-dacilor. 2 Bände, Editura Meridiane, Bucureşti 1993.
- (postum) mit Dorin Alicu: Medicina la romani. Editura Napoca Star, Cluj-Napoca 2003.[7]

Artikel
- mit Mihai Macrea: Două decenii de cercetări arheologice şi studii de istorie veche la Cluj (1944–1964). Vingt années de recherches archéologiques et d’études d’histoire ancienne à Cluj (1944–1964). In: Acta Musei Napocensis 1 (1964), S. 307–365.
- Morminte inedite din sec. 3 î.e.n. în Transilvania. Unveröffentlichte Gräber aus dem 3. Jahrhundert v. d. Ztr. in Transsilvanien. In: Acta Musei Napocensis 1 (1964), S. 87–110.
- Săpături şi sondaje în valea mijlocie a Mureşului. Probe- und Rettungsgrabungen im mittleren Mureschtal. In: Acta Musei Napocensis 2 (1965), S. 39–76.
- Contribuţii la problema lucrării podoabelor dacice. Beiträge zur Frage der Herstellung dakischer Schmuckgegenstände. In: Acta Musei Napocensis 6 (1969), S. 93–114.
- Necropola celtiă de la Apahida. Das keltische Gräberfeld von Apahida. In: Acta Musei Napocensis 8 (1971), S. 37–70.
- Un mormînt din secolul 5 e.n. de la Fîntînele. A fifth century A.D. tomb at Fîntînele. In: Ephemeris Napocensis 1 (1991), S. 113–126.
- Graniţa de Nord-Vest a Daciei. The north-west border of Dacian kingdom. In: Ephemeris Napocensis 2 (1992), S. 27–36.
- Descoperirîle celtice de la Pruniş (jud. Cluj). Die keltischen Funde von Pruniş (Kreis Cluj). In: Ephemeris Napocensis 5 (1995), S. 37–46.[7]